# Police d'État finlandaise
La police d'État (Valpo) (en finnois : Valtiollinen poliisi) est le prédécesseur du service finlandais de renseignement de sécurité.

## Histoire
La Valtiollinen poliisi prend ses racines dans l'Osasto III (« Section III ») formée à l'été 1918 par la Garde blanche de la guerre civile finlandaise. Sa mission était de mener des renseignements militaires et de surveiller l'ennemi, les Gardes rouges. Au début de 1919, la section des passeports de l'état-major qui était responsable du renseignement intérieur fut placée sous la tutelle du ministère de l'Intérieur et les changements organisationnels se poursuivirent en formant l'Etsivä keskuspoliisi (EK). Cette unité est active à la fin de 1927 et, en décembre 1937, celle-ci change de nom pour devenir la Valtiollinen poliisi. Plus tard, le célèbre politicien et président de Finlande Urho Kekkonen travailla comme abitur de jurisprudence et avocat dans l'EK.

### Valpo II (Valpo rouge)
Otto Brusiin (en) fut directeur de la Valpo du 26 avril 1945 au 10 janvier 1946, période au cours de laquelle de nombreuses personnes furent renvoyées de l'unité et remplacées par des communistes et d'autres gauchistes radicaux. Beaucoup de ces personnes étaient surveillées par la Valpo. Cette ère est communément appelée "Valpo rouge", plus officiellement « Valpo II ».
Après Brusiin, l'unité eut de nombreux directeurs qui ne servirent que de courtes périodes. Le directeur notable fut le chef de département supplémentaire Aimo Aaltonen (en) qui fut également le président du Suomen kommunistinen puolue (SKP) (Parti communiste de Finlande). Il dut démissionner en 1947 pour des raisons internes au parti. Son statut fut ensuite confirmé lors des audiences du comité d'Ahlbäck, et l'enquête conduisit à des accusations criminelles contre Brusiin et d'autres membres du personnel de la Valpo pour négligence dans leurs fonctions officielles.
La Valpo est dissoute en 1948 et remplacé par la Suojelupoliisi qui commença ses opérations au début de 1949, disposant de personnel considérablement réduit.
Les archives de l'Etsivä keskuspoliisi et de la Valtiollinen poliisi sont publiques depuis 1948 et sont conservées dans les archives nationales finlandaises.